# Bob Mellish
Robert Joseph Mellish, baron Mellish, (3 mars 1913 - 9 mai 1998) est un homme politique britannique. Il est député du parti travailliste de 1946 à 1982 et whip en chef travailliste de 1969 à 1976, mais dans ses dernières années, il s'est brouillé avec son parti travailliste de circonscription locale qui, selon lui, était devenu dominé par les gens sur la gauche du parti travailliste, et il quitte finalement le parti.

## Jeunesse
Il est né à Deptford de John Mellish et de sa femme Mary Elizabeth Carroll, treizième de quatorze enfants. Son père, docker, participe aux grèves des dockers de 1899 et 1912. Après avoir quitté l'école, il travaille pour le Syndicat des travailleurs des transports et lorsque la Seconde Guerre mondiale commence en 1939, il est appelé et termine la guerre en tant que major dans les Royal Engineers combattant les Japonais en Asie du Sud-Est.

## Carrière politique
Lorsque Ben Smith quitte le Parlement, la circonscription de Rotherhithe est libérée. La plupart des militants locaux soutiennent John Gillison, qui représente le secteur au London County Council mais Mellish est choisi après que les délégués des dockers du TGWU aient voté pour lui en bloc. Il remporte facilement la circonscription lors d'une élection partielle en 1946. Cette circonscription est agrandie en 1950 et s'appelle alors Bermondsey.
En 1950, il est nommé secrétaire parlementaire privé du ministre des Approvisionnements, George Strauss, puis en 1951 SPP du ministre des Pensions, George Isaacs. Il est également président du London Regional Labour Party de 1956 à 1977.
Mellish est nommé par Harold Wilson en tant que Secrétaire parlementaire du Trésor (whip en chef) poste qu'il occupe pendant les gouvernements travaillistes de 1969 à 1970 et de nouveau de 1974 à 1976. Il est réputé comme un whip en chef coriace. Il est sous-secrétaire parlementaire du ministre du Logement et des Gouvernements locaux de la victoire du Labour en 1964 à 1967, puis ministre des Travaux publics de 1967 à 1969 et ministre au Logement et au Gouvernement local en 1970, sous Anthony Crosland comme secrétaire d'État pour le gouvernement local et la planification régionale.
Mellish est favorable à l'entrée de la Grande-Bretagne dans le Marché commun, mais vote pour s'opposer à la politique d'entrée d'Edward Heath en 1971, conformément à la politique du Parti travailliste. Loyaliste de Wilson, Mellish a apparemment pleuré quand il a appris la nouvelle de la démission de Wilson de son poste de Premier ministre en 1976. Il soutient Michael Foot pour remplacer Wilson, mais en vain; James Callaghan remporte le scrutin de leadership. Mellish (qui s'entendait bien au niveau personnel avec Foot, malgré les grandes différences idéologiques entre les deux hommes) n'aime tellement pas Callaghan qu'il démissionne du cabinet quelques mois après la retraite de Wilson.

## Société de développement des Docklands de Londres
Le gouvernement de Margaret Thatcher tenait à ce qu'une figure travailliste siège à la London Docklands Development Corporation au poste de vice-président en 1980, mais le Parti travailliste est totalement opposé à la création du LDDC et refuse de présenter un candidat. Mellish propose une solution car il était prêt à prendre le poste; en tant que député en exercice, il perdrait son siège si le poste est payé, donc une disposition spéciale est prise pour qu'il ne soit pas payé.

## Élection partielle de Bermondsey
Mellish est contre le virage à gauche du parti travailliste et décide de ne plus se présenter aux élections. Tam Dalyell déclare plus tard que "les dernières années de Mellish à la Chambre des communes ont été marquées par la controverse et assaillies de problèmes à Bermondsey de la part des arrivants d'extrême gauche et de la tendance militante" . Il voulait que son allié John O'Grady, chef du Southwark Borough Council, soit choisi à sa place, mais le parti de circonscription désigne Peter Tatchell, son secrétaire. Mellish rend public son mécontentement et menace de démissionner immédiatement et de forcer une élection partielle si Tatchell est approuvé par le Parti travailliste à l'échelle nationale. De manière inattendue, le dirigeant travailliste Michael Foot annonce que Tatchell ne serait jamais approuvé "en ce qui me concerne" .
Cependant, quand, en août 1982, il est devenu clair que Tatchell serait autorisé à se présenter si le Parti travailliste de circonscription le sélectionnait à nouveau, Mellish annonce sa démission du Parti travailliste pour siéger en tant que député indépendant. En novembre de cette année-là, il démissionne de son siège au Parlement (en devenant délégué syndical des Chiltern Hundreds) et force une élection partielle de 1983 au cours de laquelle Mellish fait campagne pour O'Grady, candidat du Real Bermondsey Labour. O'Grady a de mauvais résultats aux élections partielles, bien que Mellish ait été satisfait de la lourde défaite de Tatchell face au candidat libéral, Simon Hughes.

## Fin de carrière
Mellish rejoint plus tard le Parti social-démocrate. En 1985, il se retire du LDDC et accepte une pairie à vie le 12 juillet 1985 en tant que baron Mellish, de Bermondsey dans le Grand Londres, siégeant en tant qu'indépendant. Mellish est un supporter du Millwall Football Club et est président du Millwall Supporters Club .
Le plus haut bâtiment de Milton Keynes, Mellish Court, porte son nom.